# SSL International
SSL International plc — британский производитель предметов гигиены, презервативов и обуви. Наиболее известными брендами, выпускаемыми компанией, являются Durex и Scholl, а также Sauber и Mister Baby. С ноября 2010 года SSL International стала частью Reckitt Benckiser.

## История
В июле 1998 года Seton Healthcare plc и Scholl plc объединяются в Seton Scholl plc. В 1999 году Seton Scholl и London International Group plc объединяются в Seton Scholl London International Group plc (сокращённо SSL International). Интеграция двух компаний происходила под руководством Стюарта Уоллиса, первого председателя SSL International, который покинул компанию в 2001 году.
С 2002 по 2004 год компания продала ряд медицинских и промышленных товарных знаков и компаний, чтобы сосредоточиться на выпуске двух основных брендов. Первым этапом диверсификации стала продажа 21 бренда безрецептурных лекарственных средств компании Thornton & Ross Limited за 13,5 млн фунтов стерлингов в марте 2002 года. Marigold Industrial Gloves была продана Comasec SAS в ноябре 2003 года. Продукты по профилактике и лечению ран были проданы Medlock Medical Limited (принадлежит Apax Partners) в мае 2004 года. Regent Infection Control (производитель хирургических перчаток Biogel и антисептиков Hibi) был также продан компании, принадлежащей Apax Partners, в мае 2004 года за 173 млн фунтов стерлингов. Последним был продан небольшой бизнес Silipos компании Langer Inc в октябре 2004 года.
В ноябре 2007 года компания приобрела австралийский бизнес по производству стелек Orthaheel за 15 млн фунтов стерлингов. В ноябре 2008 года компания объявила о завершении сделки по приобретению швейцарской марки презервативов Crest. В апреле 2008 года SSL International приобрела 15 % Beleggingsmaatschappij Lemore BV (BLBV), работающей на рынках России, Восточной Европы и СНГ и выпускающей презервативы Contex. Компания в ходе ряда опционов довела свою долю в BLBV до 75 %, последний платёж по приобретению акций был произведён уже Reckitt Benckiser, в состав которой вошла SSL International.
В июле 2010 года SSL International была приобретена Reckitt Benckiser за 2,5 млрд фунтов стерлингов. Поглощение было завершено в ноябре 2010 года.

## Деятельность
На начало 2010 года компания входила в индекс FTSE 250, присутствовала на рынках более чем 30 стран и имела производственные площади в Великобритании, Испании, Китае, Индии, Таиланда и СНГ.
Компания производит и продаёт:
- презервативы, лубриканты и вибраторы под маркой Durex;
- продукты по уходу за ногами Scholl Footcare;
- обувь и стельки Scholl Footwear;
- средства против головных вшей Full Marks;
- детское питание и средства для детской гигиены под маркой Mister Baby;
- дезодоранты под брендом Sauber.